# Giovanna Giuliani
Pour les articles homonymes, voir Giuliani.
Giovanna Giuliani, née en 1974 à Bari, est une actrice, metteuse en scène et  scénariste italienne.

## Biographie
Giovanna Giuliani est née en 1974 à Bari. De 1981 à 1984 elle fait des études en danse classique avant de se produire sur la scène théâtrale et d'aborder dans les années 1990 le cinéma en tant qu'actrice.
Elle écrit et met en scène des spectacles théâtraux. Elle rencontre Jean-Marie Straub et Danièle Huillet et en 2004, joue dans l'adaptation de Le Streghe de Pavese, aux côtés de Giovanna Daddi.
Elle collabore avec Michelangelo Frammartino, notamment dans Il Buco, film qu'elle co-scénarise.

## Filmographie partielle
- 1998 : Théâtre de guerre (Teatro di guerra) de Mario Martone
- 1998 : Mots d'amour (La Parola amore esiste) de Mimmo Calopresti
- 1999 : Non con un bang
- 2004 : Le Streghe, femmes entre elles (court-métrage) de Jean-Marie Straub
- 2004 : L'Odeur du sang  (L'odore del sangue) de Mario Martone.
- 2004 : La volpe a tre zampe de Sandro Dionisio
- 2009 : Je suis Simone (« La condition ouvrière », documentaire)
- 2011 : Dell'avventura 1/2, documentaire de Romano Guelfi sur le tournage du film Le Streghe, de Jean-Marie Straub.
- 2021 : Il buco de Michelangelo Frammartino